# Сандра Чеккіні
Сандра Чеккіні (італ. Anna-Maria "Sandra" Cecchini, італійська вимова: [ˈsandra tʃekˈkiːni]; нар. 27 лютого 1965) — колишня професійна італійська тенісистка. Здобула 12 одиночних та 11 парних титулів туру WTA. Перемагала таких тенісисток як Кріс Еверт, Аранча Санчес Вікаріо, Габріела Сабатіні, Наталі Тозья, Наташа Звєрєва та Анке Губер.[джерело?] Найвищу одиночну позицію світового рейтингу — 15 місце досягла в березні 1988 року. Завершила кар'єру 1999 року.

## Фінали турнірів WTA

### Одиночний розряд: 18 (12–6)
| Перемога — Легенда            |
| ----------------------------- |
| Турніри Великого шолома (0–0) |
| Tier I (0–0)                  |
| Tier II (0–0)                 |
| Tier III (0–1)                |
| Tier IV (1–1)                 |
| Tier V (5–3)                  |
| Virginia Slims (6–1)          |

| Фінали за покриттям |
| ------------------- |
| Тверде (2–0)        |
| Трава (0–0)         |
| Ґрунт (10–5)        |
| Килим (0–1)         |

| Результат | Ранг | Дата             | Турнір                                        | Покриття   | Опонент              | Рахунок            |
| --------- | ---- | ---------------- | --------------------------------------------- | ---------- | -------------------- | ------------------ |
| Перемога  | 1.   | 23 квітня 1984   | Таранто                                       | Ґрунт      | Сабрина Голеш        | 6–3, 7–5           |
| Перемога  | 2.   | 9 липня 1984     | Brasil Open                                   | Тверде     | Адріана Віллагран    | 6–3, 6–3           |
| Перемога  | 3.   | 6 травня 1985    | Spanish Open                                  | Ґрунт      | Раффаелла Реджі      | 6–3, 6–4           |
| Перемога  | 4.   | 14 липня 1986    | WTA Austrian Open                             | Ґрунт      | Mariana Pérez Roldán | 6–4, 6–0           |
| Поразка   | 1.   | 18 травня 1987   | Internationaux de Strasbourg                  | Ґрунт      | Карлінг Бассетт      | 3–6, 4–6           |
| Перемога  | 5.   | 6 липня 1987     | Swedish Open                                  | Ґрунт      | Катаріна Ліндквіст   | 6–4, 6–4           |
| Перемога  | 6.   | 2 листопада 1987 | Virginia Slims of Arkansas                    | Тверде (i) | Наташа Звєрєва       | 0–6, 6–1, 6–3      |
| Перемога  | 7.   | 16 травня 1988   | Internationaux de Strasbourg                  | Ґрунт      | Юдіт Візнер          | 6–3, 6–0           |
| Поразка   | 2.   | 4 липня 1988     | Båstad                                        | Ґрунт      | Ізабель Куето        | 5–7, 1–6           |
| Перемога  | 8.   | 11 липня 1988    | WTA Nice Open                                 | Ґрунт      | Наталі Тозья         | 7–5, 6–4           |
| Поразка   | 3.   | 17 липня 1989    | Estoril Open                                  | Ґрунт      | Ізабель Куето        | 6–7(3–7), 2–6      |
| Перемога  | 9.   | 18 вересня 1989  | Clarins Open                                  | Ґрунт      | Регіна Райхртова     | 6–4, 6–7(5–7), 6–1 |
| Перемога  | 10.  | 9 липня 1990     | Båstad                                        | Ґрунт      | Чілла Бартош-Черепі  | 6–1, 6–2           |
| Перемога  | 11.  | 22 квітня 1991   | Croatian Bol Ladies Open                      | Ґрунт      | Магдалена Малеєва    | 6–4, 3–6, 7–5      |
| Поразка   | 4.   | 8 липня 1991     | Internazionali Femminili di Tennis di Palermo | Ґрунт      | Марі П'єрс           | 0–6, 3–6           |
| Перемога  | 12.  | 14 вересня 1992  | Paris                                         | Ґрунт      | Емануела Зардо       | 6–2, 6–1           |
| Поразка   | 5.   | 19 вересня 1994  | Moscow                                        | Килим (i)  | Магдалена Малеєва    | 5–7, 1–6           |
| Поразка   | 6.   | 5 серпня 1996    | WTA Austrian Open                             | Ґрунт      | Барбара Паулюс       | 15–40 ret.         |

### Парний розряд: 22 (11–11)
| Перемога — Легенда            |
| ----------------------------- |
| Турніри Великого шолома (0–0) |
| Tier I (0–0)                  |
| Tier II (0–0)                 |
| Tier III (1–2)                |
| Tier IV (3–3)                 |
| Tier V (5–3)                  |
| Virginia Slims (2–3)          |

| Фінали за покриттям |
| ------------------- |
| Тверде (0–0)        |
| Трава (0–0)         |
| Ґрунт (11–9)        |
| Килим (0–2)         |

| Результат | Ранг | Дата             | Турнір                | Покриття  | Партнер               | Опоненти                               | Рахунок       |
| --------- | ---- | ---------------- | --------------------- | --------- | --------------------- | -------------------------------------- | ------------- |
| Перемога  | 1.   | 29 квітня 1985   | Мастерс Рим           | Ґрунт     | Раффаелла Реджі       | Patrizia Murgo Барбара Романо          | 1–6, 6–4, 6–3 |
| Поразка   | 1.   | 4 листопада 1985 | Гілверсум             | Килим (i) | Сабрина Голеш         | Марселла Мескер Катрін Танв'є          | 2–6, 2–6      |
| Перемога  | 2.   | 21 квітня 1986   | Чарлстон              | Ґрунт     | Sabrina Goleš         | Лаура Гільдемейстер Марцела Скугерська | 4–6, 6–0, 6–3 |
| Поразка   | 2.   | 6 липня 1987     | Swedish Open          | Ґрунт     | Патрісія Тарабіні     | Пенні Барг Тіна Шоєр-Ларсен            | 1–6, 2–6      |
| Поразка   | 3.   | 28 вересня 1987  | Paris                 | Ґрунт     | Sabrina Goleš         | Ізабель Демонжо Наталі Тозья           | 6–1, 3–6, 3–6 |
| Перемога  | 3.   | 4 липня 1988     | Båstad                | Ґрунт     | Мерседес Пас          | Лінда Феррандо Сільвія Ла Фратта       | 6–0, 6–2      |
| Поразка   | 4.   | 18 липня 1988    | Aix-en-Provence       | Ґрунт     | Аранча Санчес Вікаріо | Наталі Ерреман Catherine Tanvier       | 4–6, 5–7      |
| Перемога  | 4.   | 10 липня 1989    | Arcachon              | Ґрунт     | Патрісія Тарабіні     | Мерседес Пас Бренда Шульц-Маккарті     | 6–3, 7–6(7–5) |
| Перемога  | 5.   | 11 вересня 1989  | Афіни                 | Ґрунт     | Патрісія Тарабіні     | Зілке Маєр Елена Пампулова             | 4–6, 6–4, 6–2 |
| Перемога  | 6.   | 18 вересня 1989  | Paris                 | Ґрунт     | Патрісія Тарабіні     | Наталі Ерреман Катрін Сюїр             | 6–1, 6–1      |
| Поразка   | 5.   | 16 квітня 1990   | Тампа                 | Ґрунт     | Лаура Гільдемейстер   | Мерседес Пас Аранча Санчес Вікаріо     | 2–6, 0–6      |
| Перемога  | 7.   | 16 липня 1990    | Estoril               | Ґрунт     | Патрісія Тарабіні     | Карін Баккум Ніколе Мунс-Ягерман       | 1–6, 6–2, 6–3 |
| Поразка   | 6.   | 10 вересня 1990  | Кіцбюель              | Ґрунт     | Патрісія Тарабіні     | Петра Лангрова Радомира Зрубакова      | 0–6, 4–6      |
| Поразка   | 7.   | 22 квітня 1991   | Bol                   | Ґрунт     | Лаура Гарроне         | Лаура Голарса Магдалена Малеєва        | w/o           |
| Поразка   | 8.   | 15 липня 1991    | Kitzbühel             | Ґрунт     | Патрісія Тарабіні     | Беттіна Фулько Nicole Jagerman         | 5–7, 4–6      |
| Поразка   | 9.   | 20 липня 1992    | San Marino            | Ґрунт     | Лаура Гарроне         | Алексія Дешом-Баллере Флоренсія Лабат  | 6–7(6–8), 5–7 |
| Перемога  | 8.   | 14 вересня 1992  | Paris                 | Ґрунт     | Патрісія Тарабіні     | Рейчел Макквіллан Нелле ван Лоттум     | 7–5, 6–1      |
| Перемога  | 9.   | 26 липня 1993    | Сан-Марино            | Ґрунт     | Патрісія Тарабіні     | Флоренсія Лабат Барбара Ріттнер        | 6–3, 6–2      |
| Поразка   | 10.  | 18 жовтня 1993   | Hungarian Ladies Open | Килим (i) | Патрісія Тарабіні     | Інес Горрочатегі Кароліна Віс          | 1–6, 3–6      |
| Поразка   | 11.  | 25 квітня 1994   | Таранто               | Ґрунт     | Ізабель Демонжо       | Іріна Спирля Noëlle van Lottum         | 3–6, 6–2, 1–6 |
| Перемога  | 10.  | 25 липня 1994    | Styria                | Ґрунт     | Патрісія Тарабіні     | Александра Фусаї Каріна Габшудова      | 7–5, 7–5      |
| Перемога  | 11.  | 11 вересня 1995  | Warsaw Open           | Ґрунт     | Лаура Гарроне         | Генрієта Надьова Дениса Крайчовичова   | 5–7, 6–2, 6–3 |

## Фінали ITF
| Турніри $25,000 |
| Турніри $10,000 |

### Одиночний розряд (2–0)
| Результат | Ранг | Дата            | Турнір          | Покриття | Опонент       | Рахунок       |
| --------- | ---- | --------------- | --------------- | -------- | ------------- | ------------- |
| Перемога  | 1.   | 28 березня 1983 | Таранто, Італія | Ґрунт    | Сабрина Голеш | 6-7, 7–6, 6–3 |
| Перемога  | 2.   | 4 квітня 1983   | Caserta, Італія | Ґрунт    | Sabrina Goleš | 2-6, 7–6, 6–2 |

## Виступи в одиночних турнірах Великого шолома
| Турнір                                 | 1983  | 1984  | 1985  | 1986  | 1987  | 1988  | 1989  | 1990  | 1991  | 1992  | 1993  | 1994  | 1995  | 1996  | 1997  | 1998  | Career SR |
| -------------------------------------- | ----- | ----- | ----- | ----- | ----- | ----- | ----- | ----- | ----- | ----- | ----- | ----- | ----- | ----- | ----- | ----- | --------- |
| Відкритий чемпіонат Австралії з тенісу | A     | A     | A     | NH    | A     | A     | A     | A     | A     | A     | A     | A     | A     | 1р    | A     | A     | 0 / 1     |
| Відкритий чемпіонат Франції з тенісу   | A     | 1р    | ЧФ    | 1р    | 1р    | 3р    | 1р    | 3р    | 2р    | 2р    | 2р    | 2р    | 1р    | 2р    | 2р    | 1р    | 0 / 15    |
| Вімблдонський турнір                   | A     | 2р    | 2р    | 1р    | A     | A     | A     | 1р    | 1р    | A     | A     | 2р    | 1р    | A     | A     | A     | 0 / 7     |
| Відкритий чемпіонат США з тенісу       | A     | 1р    | 3р    | 1р    | 3р    | 1р    | 1р    | 2р    | 2р    | 1р    | 2р    | 3р    | 1р    | 1р    | A     | A     | 0 / 13    |
| SR                                     | 0 / 0 | 0 / 3 | 0 / 3 | 0 / 3 | 0 / 2 | 0 / 2 | 0 / 2 | 0 / 3 | 0 / 3 | 0 / 2 | 0 / 2 | 0 / 3 | 0 / 3 | 0 / 3 | 0 / 1 | 0 / 1 | 0 / 36    |
| Рейтинг на кінець року                 | 121   | 49    | 49    | 73    | 18    | 21    | 26    | 20    | 27    | 34    | 55    | 33    | 106   | 73    | 204   | 196   |           |